# Wacky Wheels
Wacky Wheels ist ein Computerspiel der Kategorie Rennspiel des britischen Unternehmens Beavis Soft, das 1994 vom Publisher Apogee veröffentlicht wurde. Die Spielfiguren sind Tiere, gefahren wird in Karts auf verschiedenen Rennstrecken. Da das Spielprinzip sich stark an Super Mario Kart (1992) für das SNES orientiert, gilt Wacky Wheels als Klon für den PC unter Austausch der Nintendo-Protagonisten.

## Spielmechanik
Während der Fahrt kann man Igel werfen, um die gegnerischen Kart-Fahrzeuge zu stoppen, oder bestimmte Gimmicks auf die Straße legen, wie beispielsweise Bomben und Ölpfützen. Außerdem gibt es in dem Spiel noch einen speziellen Spielmodus, bei dem man mit Rädern versehene Enten mit Igeln in einem bestimmten Zeitraum erlegen muss. Ebenso ist es möglich, im Mehrspielermodus per Split Screen, Nullmodem-Kabel oder Modem gegeneinander zu fahren oder sich auf speziellen Strecken, den sogenannten „Shootout Zones“ mit Igeln auszuschalten.

## Systemvoraussetzungen
Das Spiel setzt einen 386er voraus und ist nur unter MS-DOS bzw. unter Betriebssystemen spielbar, die einen MS-DOS-Modus unterstützen, beispielsweise Windows 95 bzw. Windows 98, oder den Modus emulieren, wie etwa DOSBox unter Windows XP. Es läuft im seinerzeit üblichen VGA-Modus mit 320 × 200 Pixeln. Die wichtigsten Soundkartenstandards der DOS-Ära werden unterstützt.

## Entwicklungsgeschichte
Die Entwickler Andy Edwardson und Shaun Gadalla wurden durch Super Mario Kart inspiriert und wollten ein ähnliches Erlebnis für den PC bieten. Sie entwickelten zu dieser Zeit auch teilweise kleinere Sachen für den belgischen Publisher Copysoft, dem sie das in der Freizeit entstandene Spiel Wacky Wheels vorstellten und eine Demo-Version inklusive des C++-Quelltexts hinterließen. Man einigte sich jedoch schließlich mit Apogee über die Finanzierung des Projekts.
Allerdings veröffentlichte Copysoft kurz vor Release von Wacky Wheels ein ähnliches Spiel mit dem Titel Skunny Kart. Edwardson und Gadalla beschuldigten Copysoft deshalb der Urheberrechtsverletzung.

## Versionen
Das Spiel war in drei Versionen erhältlich:
- Shareware: vier Fahrer wählbar, eine Rennserie (Bronze) mit fünf Strecken wählbar, zwei Shootout-Zones wählbar, eine versteckte Bonus-Strecke (fünf Siege in höchstem Schwierigkeitsgrad erforderlich) – frei kopierbar
- Standard: alle acht Fahrer, alle drei Rennserien (Bronze, Silber, Gold), alle fünf Shootout-Zones wählbar
- Deluxe: acht Fahrer, drei Rennserien, drei komplette Bonus-Rennserien, fünf Shootout-Zones, fünf Bonus-Shootout-Zones

In Deutschland wurden die kommerziellen englischen Standard- und Deluxe-Versionen von der Firma CDV vertrieben.

## Rezeption
Trotz der offensichtlichen Anleihen vom Nintendo Vorbild sei das Spiel gelungen. Die Fahrer seien witzig und die Kurse pfiffig. Die Grafik sei eher unterentwickelt und verbrauche zu viele Ressourcen. Vor allem im Mehrspielermodus könne Wacky Wheels jedoch punkten. Die Ähnlichkeit zu Skunny Kart fiel auch den Testern auf.

## Remake
Cascadia Games erwarb die Rechte an Wacky Wheels und veröffentlichte ein HD Remake für Microsoft Windows.